# Lijst van voetbalinterlands Centraal-Afrikaanse Republiek - Mali (vrouwen)
Deze lijst van voetbalinterlands is een overzicht van alle officiële voetbalinterlands tussen de nationale vrouwenteams van de Centraal-Afrikaanse Republiek en Mali. De landen hebben tot nu toe twee keer tegen elkaar gespeeld.

## Wedstrijden
| № | Plaats | Datum             | Competitie                                | Wedstrijd                            | Uitslag |
| - | ------ | ----------------- | ----------------------------------------- | ------------------------------------ | ------- |
| 1 | Douala | 22 september 2023 | Afrikaans kampioenschap 2025 kwalificatie | Centraal-Afrikaanse Republiek − Mali | 1 − 7   |
| 2 | Bamako | 26 september 2023 | Afrikaans kampioenschap 2025 kwalificatie | Mali − Centraal-Afrikaanse Republiek | 3 − 0   |

## Samenvatting
| Competitie                           | Totaal gespeeld | Winst Centraal-Afrikaanse Republiek | Gelijk | Winst Mali | Doelsaldo Centraal-Afrikaanse Republiek – Mali |
| ------------------------------------ | --------------- | ----------------------------------- | ------ | ---------- | ---------------------------------------------- |
| Afrikaans kampioenschap kwalificatie | 2               | 0                                   | 0      | 2          | 1 − 10                                         |
| Totaal                               | 2               | 0                                   | 0      | 2          | 1 − 10                                         |